# 爆ぜて咲く
「爆ぜて咲く」（はぜてさく、英題：Bleeding Hearts）は、5人組ガールズバンド・トゲナシトゲアリの3枚目のシングル。表題曲「気鬱、白濁す」が2023年8月28日に、カップリング曲「黎明を穿つ」が同年9月25日に各種音楽配信サービスにて配信された後、同年10月25日にマキシシングルとして発売された。

## 概要
トゲナシトゲアリはテレビアニメ『ガールズバンドクライ』の劇中に登場するバンドである。現実世界においては、テレビアニメに先行する形で結成され、メンバーはオーディションによって選出された。
表題曲「爆ぜて咲く」はメンバー、ファン双方の人気が最も高い曲の一つ。理名、夕莉、朱李は最も好きな曲の一つとしてこの曲を挙げており、理名は「最初は『ため息押し殺し笑う』だったのが最後は『心隠さずに笑う』と歌詞にストーリーが出ている曲だなと思っていて。トゲトゲの中では明るめな曲だというのもあって、「爆ぜて咲く」を歌ってる時が一番笑っているかなと思います。」と語っている。
カップリングには「黎明を穿つ」が収録された。この曲はメンバー選考の4曲目の課題曲としても使用され、夕莉と朱李は非常に苦労し、半年かけてようやく合格したという。夕莉は「この曲でアルペジオとかカッティングとかが結構上達したなっていうのと、あとメンタルも強くなったかなと思います。」と当時を振り返っている。トゲナシトゲアリの中で最もメロディーが低い楽曲の一つであり、理名はライブで一番緊張する曲だと語っている。

## ミュージックビデオ
「爆ぜて咲く」は2023年8月28日にYouTubeにて公開された。東映アニメーションによる3DCGで制作され、プロデューサーの平山理志は「アニメMVでこうしたいと思っているものが表現されているのがこのMVです」と語っている。公開に先んじて8月25日、東映アニメーション大泉スタジオにてプレス向けに先行上映が行われた。公開後、このミュージックビデオは大きな反響を呼び、11月25日にはトゲナシトゲアリの作品で初めて1000万回再生を記録した。
「黎明を穿つ」は同年9月25日にYouTubeにて公開された。アニメーション作家のWabokuが制作を担当。白衣を着た少女が主人公となり、彩度を落とした色合いや退廃的な世界観が表現された作品となっている。

## 批評
フリーライターの西廣智一はそれぞれの楽曲について以下のように評している。

## 収録曲
| #         | タイトル                                         | 作詞                  | 作曲           | 編曲               | 時間  |
| --------- | ------------------------------------------------ | --------------------- | -------------- | ------------------ | ----- |
| 1.        | 「爆ぜて咲く」                                   | Misty mint            | Misty mint     | 玉井健二, 百田留衣 | 3:43  |
| 2.        | 「黎明を穿つ」                                   | キクイケタロウ, Mumei | キクイケタロウ | 玉井健二, 大西省吾 | 3:11  |
| 3.        | 「爆ぜて咲く」(Instrumental)                     |                       |                |                    | 3:43  |
| 4.        | 「黎明を穿つ」(Instrumental)                     |                       |                |                    | 3:11  |
| 5.        | 「どっかんどっかんウケたい!」(ドラマパート)      |                       |                |                    | 9:25  |
| 6.        | 「出会ってしまった永遠のライバル」(ドラマパート) |                       |                |                    | 12:21 |
| 7.        | 「きよしこの夜、プレゼント対決」(ドラマパート)   |                       |                |                    | 9:48  |
| 合計時間: | 合計時間:                                        | 合計時間:             | 合計時間:      | 合計時間:          | 45:22 |

| #  | タイトル                           | 作詞 | 作曲・編曲 |
| -- | ---------------------------------- | ---- | ---------- |
| 1. | 「爆ぜて咲く」(ミュージックビデオ) |      |            |
| 2. | 「黎明を穿つ」(ミュージックビデオ) |      |            |